# Nagy-Britannia az 1956. évi nyári olimpiai játékokon
Nagy-Britannia az ausztráliai Melbourne-ben és a svédországi Stockholmban megrendezett 1956. évi nyári olimpiai játékok egyik részt vevő nemzete volt. Az országot az olimpián 18 sportágban 197 sportoló képviselte, akik összesen 24 érmet szereztek.

## Birkózás
Szabadfogású
| Versenyző        | Versenyszám | 1. forduló                         | 1. forduló | 1. forduló | 2. forduló                        | 2. forduló | 2. forduló | 3. forduló                         | 3. forduló | 3. forduló | 4. forduló                   | 4. forduló | 4. forduló | 5. forduló        | 5. forduló | 5. forduló | Döntő             | Döntő   | Döntő   | Helyezés    |
| Versenyző        | Versenyszám | Ellenfél Eredmény                  | Pont       | Hely.      | Ellenfél Eredmény                 | Pont       | Hely.      | Ellenfél Eredmény                  | Pont       | Hely.      | Ellenfél Eredmény            | Pont       | Hely.      | Ellenfél Eredmény | Pont       | Hely.      | Ellenfél Eredmény | Pont    | Hely.   | Helyezés    |
| ---------------- | ----------- | ---------------------------------- | ---------- | ---------- | --------------------------------- | ---------- | ---------- | ---------------------------------- | ---------- | ---------- | ---------------------------- | ---------- | ---------- | ----------------- | ---------- | ---------- | ----------------- | ------- | ------- | ----------- |
| Herbie Hall      | 62 kg       | Erkki Penttilä (FIN) · kétvállas   | 3          | =8.        | Nászer Givehcsi (IRI) · kétvállas | 6          | =11.       | kiesett                            | kiesett    | kiesett    | kiesett                      | kiesett    | kiesett    | kiesett           | kiesett    | kiesett    | kiesett           | kiesett | kiesett | helyezetlen |
| Jack Taylor      | 67 kg       | Jay Thomas Evans (USA) · kétvállas | 3          | =12.       | Mateo Tanaquin (PHI) · 3-0        | 4          | =12.       | Muhammad Ashraf (PAK) · 0-3        | 7          | =12.       | kiesett                      | kiesett    | kiesett    | kiesett           | kiesett    | kiesett    | kiesett           | kiesett | kiesett | helyezetlen |
| George Farquhar  | 79 kg       | Danny Hodge (USA) · kétvállas      | 3          | =9.        | William Davies (AUS) · 0-3        | 6          | =13.       | kiesett                            | kiesett    | kiesett    | kiesett                      | kiesett    | kiesett    | kiesett           | kiesett    | kiesett    | kiesett           | kiesett | kiesett | helyezetlen |
| Kenneth Richmond | +87 kg      | Lila Ram (IND) · 3-0               | 1          | =2.        | Ivan Vykhristyuk (URS) · 0-3      | 4          | =7.        | William Kerslake (USA) · kétvállas | 4          | =4.        | Huszein Mehmedov (BUL) · 0-3 | 7          | =4.        | kiesett           | kiesett    | kiesett    | kiesett           | kiesett | kiesett | 4.          |

## Evezés
| Versenyző | Versenyszám  | Előfutam | Előfutam | Vigaszág | Vigaszág | Elődöntő | Elődöntő | Döntő   | Döntő   | Helyezés    |
| Versenyző | Versenyszám  | Idő      | Hely.    | Idő      | Hely.    | Idő      | Hely.    | Idő     | Hely.   | Helyezés    |
| --- | ------------ | -------- | -------- | -------- | -------- | -------- | -------- | ------- | ------- | ----------- |
| Tony Fox | Egypárevezős | 7:36,7   | 3.       | 9:31,6   | 3.       | kiesett  | kiesett  | kiesett | kiesett | helyezetlen |
| Sidney Rand Bill Rand | Kétpárevezős | 7:03,4   | 2.       | 8:19,4   | 2.       |          |          | kiesett | kiesett | helyezetlen |
| Richard Wheadon Michael Delahooke Ian Welsh Kenneth Masser Simon Tozer Alan Watson John A. Russell Christopher Davidge John Hinde (kormányos) | Nyolcas      | 6:23,9   | 4.       | 7:18,1   | 3.       | kiesett  | kiesett  | kiesett | kiesett | helyezetlen |

## Gyeplabda
| Brit férfi gyeplabdacsapat-játékoskeret                                                                   | Brit férfi gyeplabdacsapat-játékoskeret                                                                                           |
| --- | --- |
| - David Archer - Denys Carnill - John Cockett - John Conroy - Geoffrey Cutter - Colin Dale - Howard Davis | - Michael Doughty - Neil Milward Forster - Steven Johnson - Anthony John Robinson - Frederick Scott - John Strover - David Thomas |

### Eredmények
| Színmagyarázat               |
| ---------------------------- |
| Bejutott az elődöntőbe.      |
| Az 5–8. helyért játszhattak. |
| A 9–12. helyért játszhattak. |

Csoportkör
B csoport
| Csapat               | M | Gy | D | V | G+ | G– | Gk | P |
| -------------------- | - | -- | - | - | -- | -- | -- | - |
| Nagy-Britannia (GBR) | 4 | 2  | 2 | 0 | 6  | 4  | +1 | 6 |
| Ausztrália (AUS)     | 4 | 2  | 0 | 2 | 6  | 5  | +2 | 4 |
| Malájföld (MAL)      | 3 | 0  | 2 | 1 | 5  | 6  | –1 | 2 |
| Kenya (KEN)          | 3 | 0  | 2 | 1 | 2  | 4  | –2 | 2 |

| 1956. november 23. 11:30 | Malájföld (MAL) | 2 – 2 | Nagy-Britannia (GBR) |  |
| 1956. november 23. 11:30 | (1 – 1)         |       |                      |  |

| 1956. november 24. 16:00 | Nagy-Britannia (GBR) | 1 – 1 | Kenya (KEN) |  |
| 1956. november 24. 16:00 | (1 – 1)              |       |             |  |

| 1956. november 30. 16:00 | Nagy-Britannia (GBR) | 2 – 1 | Ausztrália (AUS) |  |
| 1956. november 30. 16:00 | (1 – 0)              |       |                  |  |

Rájátszás az első helyért
| 1956. december 1. 14:00 | Nagy-Britannia (GBR) | 1 – 0 | Ausztrália (AUS) |  |
| 1956. december 1. 14:00 | (0 – 0)              |       |                  |  |

Elődöntő
| 1956. december 3. 16:00 | Pakisztán (PAK) | 3 – 2 | Nagy-Britannia (GBR) |  |
| 1956. december 3. 16:00 | (3 – 1)         |       |                      |  |

Bronzmérkőzés
| 1956. december 6. 14:30 | Egyesült Német Csapat (EUA) | 3 – 1 | Nagy-Britannia (GBR) |  |
| 1956. december 6. 14:30 | (2 – 1)                     |       |                      |  |

| Csapat               | Helyezés |
| -------------------- | -------- |
| Nagy-Britannia (GBR) | 4.       |

## Kajak-kenu
Férfi
| Versenyző                     | Versenyszám           | Előfutam | Előfutam | Döntő   | Döntő    |
| Versenyző                     | Versenyszám           | Idő      | Hely.    | Idő     | Helyezés |
| ----------------------------- | --------------------- | -------- | -------- | ------- | -------- |
| Brian Bullivant Raymond Blick | Kajak kettes 1000 m   | 4:01,6   | 3.       | 4:05,9  | 9.       |
| Brian Bullivant Raymond Blick | Kajak kettes 10 000 m |          |          | 47:03,7 | 8.       |

Női
| Versenyző      | Versenyszám       | Előfutam | Előfutam | Döntő  | Döntő    |
| Versenyző      | Versenyszám       | Idő      | Hely.    | Idő    | Helyezés |
| -------------- | ----------------- | -------- | -------- | ------ | -------- |
| Patricia Moody | Kajak egyes 500 m | 2:26,7   | 4.       | 2:25,3 | 7.       |

## Kerékpározás

### Országúti kerékpározás
| Versenyző                                                   | Versenyszám          | Idő             | Helyezés |
| ----------------------------------------------------------- | -------------------- | --------------- | -------- |
| Arthur Brittain                                             | Mezőnyverseny        | 5:23:40 (+2:23) | 6.       |
| William Holmes                                              | Mezőnyverseny        | 5:23:50 (+2:33) | 14.      |
| Alan Jackson                                                | Mezőnyverseny        | 5:23:16 (+1:59) |          |
| Harold Reynolds                                             | Mezőnyverseny        | 5:24:44 (+3:27) | 19.      |
| Versenyző                                                   | Versenyszám          | Pont            | Helyezés |
| Arthur Brittain William Holmes Alan Jackson Harold Reynolds | Csapat mezőnyverseny | 23              |          |

### Pálya-kerékpározás
Sprintverseny
| Versenyző      | Versenyszám  | 1. forduló                                  | 1. forduló | Vigaszág selejtező                                  | Vigaszág selejtező | Vigaszág döntő       | Vigaszág döntő | Negyeddöntő          | Elődöntő             | Döntő                | Helyezés    |
| Versenyző      | Versenyszám  | Ellenfelek Győztes idő                      | Hely.      | Ellenfelek Győztes idő                              | Hely.              | Ellenfél Győztes idő | Hely.          | Ellenfél Győztes idő | Ellenfél Győztes idő | Ellenfél Győztes idő | Helyezés    |
| -------------- | ------------ | ------------------------------------------- | ---------- | --------------------------------------------------- | ------------------ | -------------------- | -------------- | -------------------- | -------------------- | -------------------- | ----------- |
| Keith Harrison | Férfi egyéni | Jack Disney (USA) · León Mejía (COL) · 13,0 | 2.         | Warren Johnston (NZL) · Hernán Masanés (CHI) · 12,4 | 3.                 | kiesett              | kiesett        | kiesett              | kiesett              | kiesett              | helyezetlen |

Időfutam
| Versenyző   | Versenyszám  | Idő    | Helyezés |
| ----------- | ------------ | ------ | -------- |
| Alan Danson | Férfi egyéni | 1:12,3 | =5.      |

Tandem
| Versenyző                      | Versenyszám     | 1. forduló                                                  | 1. forduló | Vigaszág                                                      | Vigaszág | Vigaszág vesztesei     | Vigaszág vesztesei | Negyeddöntő                                               | Elődöntő                                                     | Döntő                                                                       | Helyezés |
| Versenyző                      | Versenyszám     | Ellenfelek Győztes idő                                      | Hely.      | Ellenfél Győztes idő                                          | Hely.    | Ellenfelek Győztes idő | Hely.              | Ellenfél Győztes idő                                      | Ellenfél Győztes idő                                         | Ellenfél Győztes idő                                                        | Helyezés |
| ------------------------------ | --------------- | ----------------------------------------------------------- | ---------- | ------------------------------------------------------------- | -------- | ---------------------- | ------------------ | --------------------------------------------------------- | ------------------------------------------------------------ | --------------------------------------------------------------------------- | -------- |
| Peter Brotherton Eric Thompson | Férfi kétüléses | Olaszország (ITA) · Giuseppe Ogna · Cesare Pinarello · 10,8 | 2.         | Egyesült Államok (USA) · Donald Ferguson · James Rossi · 11,0 | 1.       |                        |                    | Franciaország (FRA) · André Gruchet · Robert Vidal · 11,2 | Csehszlovákia (TCH) · Ladislav Fouček · Václav Machek · 11,0 | Bronzmérkőzés · Olaszország (ITA) · Giuseppe Ogna · Cesare Pinarello · 10,8 | 4.       |

Üldözőverseny
| Versenyző                                                  | Versenyszám  | Selejtező                                                                                               | Selejtező | Selejtező | Negyeddöntő                                                                                     | Negyeddöntő | Negyeddöntő | Elődöntő                                                                                                 | Elődöntő  | Elődöntő | Döntő | Döntő     | Helyezés |
| Versenyző                                                  | Versenyszám  | Ellenfél Idő                                                                                            | Saját idő | Hely.     | Ellenfél Idő                                                                                    | Saját idő   | Hely.       | Ellenfél Idő                                                                                             | Saját idő | Hely.    | Ellenfél Idő                                                                                                  | Saját idő | Helyezés |
| ---------------------------------------------------------- | ------------ | --- | --------- | --------- | ----------------------------------------------------------------------------------------------- | ----------- | ----------- | --- | --------- | -------- | --- | --------- | -------- |
| Donald Burgess Michael Gambrill John Geddes Thomas Simpson | Férfi csapat | Egyesült Német Csapat (EUA) · Kurt Gieseler · Siegfried Köhler · Werner Malitz · Rolf Nitzsche · 4:59,4 | 4:52,0    | 1.        | Szovjetunió (URS) · Rodislav Chizhikov · Eduard Gusev · Viktor Ilyin · Volodymyr Mitin · 4:53,4 | 4:48,8      | 1.          | Olaszország (ITA) · Antonio Domenicali · Leandro Faggin · Franco Gandini · Valentino Gasparella · 4:38,4 | 4:40,6    | 2.       | Bronzmérkőzés · Dél-afrikai Unió (RSA) · Robert Fowler · Jan Hettema · Charles Jonker · Alfred Swift · 4:43,8 | 4:42,2    |          |

 megjegyzés: A selejtezőben egy körrel később, a 12. helyett a 13. körben csengetett a pontozóbíró; ugyan mindkét csapat idejét a 12. körben lezárták, de így is veszélyben volt a brit versenyzők továbbjutása, mivel az utolsó elcsöngetett körre hagyták a hajrázást, a német versenyzők így is kiestek volna.

## Labdarúgás
| Brit labdarúgócsapat-játékoskeret                                                                | Brit labdarúgócsapat-játékoskeret                                                             |
| ------------------------------------------------------------------------------------------------ | --------------------------------------------------------------------------------------------- |
| - George Bromilow - Herbert Dodkins - Tommy Farrer - Bob Hardisty - John Laybourne - Derek Lewin | - Jim Lewis - Stanley Prince - Harry Sharratt - Don Stoker - Lawrence Topp - Charlie Twissell |

### Eredmények
Nyolcaddöntő
| 1956. november 26. 14:30 |

| Nagy-Britannia                                                                        | 9–0               | Thaiföld |
| ------------------------------------------------------------------------------------- | ----------------- | -------- |
| Twissell 12' 20' Lewis 21' (11-esből) Laybourne 30' 82' 85' Bromilow 75' 78' Topp 90' | (4–0) Jegyzőkönyv |          |

| Melbourne Játékvezető: Nyikolaj Latisev (orosz) |

Negyeddöntő
| 1956. november 30. 16:30 |

| Bulgária                                      | 6–1               | Nagy-Britannia |
| --------------------------------------------- | ----------------- | -------------- |
| Dimitrov 6' Kolev 40' 85' Milanov 45' 75' 80' | (3–1) Jegyzőkönyv | Lewis 30'      |

| Melbourne Játékvezető: Ron Wright (ausztrál) |

| Csapat               | Helyezés |
| -------------------- | -------- |
| Nagy-Britannia (GBR) | =5.      |

## Lovaglás
megjegyzés: A lovas versenyszámokat a svédországi Stockholmban rendezték meg a szigorú ausztrál állat-egészségügyi szabályok miatt.
Díjlovaglás
| Versenyző       | Ló          | Versenyszám | Döntő | Döntő    |
| Versenyző       | Ló          | Versenyszám | Pont  | Helyezés |
| --------------- | ----------- | ----------- | ----- | -------- |
| Lorna Johnstone | Rosie Dream | Egyéni      | 655,0 | 21.      |
| Lilian Williams | Pilgrim     | Egyéni      | 616,0 | =25.     |

Díjugratás
| Versenyző                              | Ló                         | Versenyszám | 1. forduló | 1. forduló | 2. forduló | 2. forduló | Összesen | Összesen |
| Versenyző                              | Ló                         | Versenyszám | Pont       | Hely.      | Pont       | Hely.      | Pont     | Helyezés |
| -------------------------------------- | -------------------------- | ----------- | ---------- | ---------- | ---------- | ---------- | -------- | -------- |
| Peter Robeson                          | Scorchin                   | Egyéni      | 16,00      | =12.       | 20,00      | =21.       | 36,00    | =19.     |
| Pat Smythe                             | Flanagan                   | Egyéni      | 8,00       | =3.        | 13,00      | 17.        | 21,00    | 10.      |
| Wilfred White                          | Nizefela                   | Egyéni      | 8,00       | =3.        | 4,00       | =5.        | 12,00    | =4.      |
| Peter Robeson Pat Smythe Wilfred White | Scorchin Flanagan Nizefela | Csapat      | 32,00      | 2.         | 37,00      | 5.         | 69,00    |          |

Lovastusa
| Versenyző                              | Ló                                  | Versenyszám | Díjlovaglás | Díjlovaglás | Tereplovaglás | Tereplovaglás | Díjugratás | Díjugratás | Végeredmény | Végeredmény |
| Versenyző                              | Ló                                  | Versenyszám | Bünt.       | Hely.       | Bünt.         | Hely.         | Bünt.      | Hely.      | Bünt.       | Helyezés    |
| -------------------------------------- | ----------------------------------- | ----------- | ----------- | ----------- | ------------- | ------------- | ---------- | ---------- | ----------- | ----------- |
| Bertie Hill                            | Countyman III                       | Egyéni      | -108,40     | 7.          | -31,71        | 18.           | -10,25     | 18.        | -150,36     | 12.         |
| Arthur Rook                            | Wild Venture                        | Egyéni      | -101,60     | 2.          | -4,29         | 12.           | -13,75     | 21.        | -119,64     | 6.          |
| Francis Weldon                         | Kilbarry                            | Egyéni      | -103,20     | 4.          | 37,72         | 6.            | -20,00     | =22.       | -85,48      |             |
| Bertie Hill Arthur Rook Francis Weldon | Countyman III Wild Venture Kilbarry | Csapat      | -313,20     | 1.          | 1,72          | 1.            | -44,00     | 5.         | -355,48     |             |

## Műugrás
Férfi
| Versenyző    | Versenyszám        | Selejtező | Selejtező | Döntő   | Döntő   | Döntő    |
| Versenyző    | Versenyszám        | Pont      | Helyezés  | Pont    | Össz.   | Helyezés |
| ------------ | ------------------ | --------- | --------- | ------- | ------- | -------- |
| Ray Cann     | Egyéni műugrás     | 67,96     | 21.       | kiesett | kiesett | kiesett  |
| Ray Cann     | Egyéni toronyugrás | 60,08     | 21.       | kiesett | kiesett | kiesett  |
| Peter Tarsey | Egyéni toronyugrás | 68,34     | 14.       | kiesett | kiesett | kiesett  |
| Peter Tarsey | Egyéni műugrás     | 72,65     | 16.       | kiesett | kiesett | kiesett  |
| Roy Walsh    | Egyéni műugrás     | 58,21     | 24.       | kiesett | kiesett | kiesett  |
| Roy Walsh    | Egyéni toronyugrás | 62,56     | 20.       | kiesett | kiesett | kiesett  |

Női
| Versenyző      | Versenyszám        | Selejtező | Selejtező | Döntő   | Döntő   | Döntő    |
| Versenyző      | Versenyszám        | Pont      | Helyezés  | Pont    | Össz.   | Helyezés |
| -------------- | ------------------ | --------- | --------- | ------- | ------- | -------- |
| Ann Long       | Egyéni műugrás     | 63,23     | 7.        | 44,38   | 107,61  | 6.       |
| Ann Long       | Egyéni toronyugrás | 49,15     | 9.        | 27,00   | 76,15   | 7.       |
| Charmain Welsh | Egyéni toronyugrás | 46,55     | 11.       | 22,50   | 69,05   | 12.      |
| Charmain Welsh | Egyéni műugrás     | 59,45     | 14.       | kiesett | kiesett | kiesett  |

## Ökölvívás
| Versenyző         | Versenyszám   | 32-es főtábla            | Nyolcaddöntő                      | Negyeddöntő                   | Elődöntő                     | Döntő                         | Helyezés |
| Versenyző         | Versenyszám   | Ellenfél Eredmény        | Ellenfél Eredmény                 | Ellenfél Eredmény             | Ellenfél Eredmény            | Ellenfél Eredmény             | Helyezés |
| ----------------- | ------------- | ------------------------ | --------------------------------- | ----------------------------- | ---------------------------- | ----------------------------- | -------- |
| Terence Spinks    | Légsúly       | Samuel Harris (PAK) · GY | Abel Laudonio (ARG) · GY          | Vladimir Stolnikov (URS) · GY | René Libeer (FRA) · GY       | Mircea Dobrescu (ROU) · GY    |          |
| Owen Reilly       | Harmatsúly    | erőnyerő                 | Daniel Hellebuyck (BEL) · GY      | Wolfgang Behrendt (EUA) · V   | kiesett                      | kiesett                       | 5.       |
| Thomas Nicholls   | Pehelysúly    | erőnyerő                 | Noel Hazard (AUS) · GY            | Shinichiro Suzuki (JPN) · GY  | Pentti Hämäläinen (FIN) · GY | Vlagyimir Szafronov (URS) · V |          |
| Richard McTaggart | Könnyűsúly    | erőnyerő                 | Chandrasena Jayasuriya (CEY) · GY | André Vairolatto (FRA) · GY   | Anatolij Lagetko (URS) · GY  | Harry Kurschat (EUA) · GY     |          |
| Nicky Gargano     | Váltósúly     |                          | Eduard Borisov (URS) · GY         | Francisco Gelabert (ARG) · GY | Nicolea Linca (ROU) · V      | kiesett                       |          |
| John McCormack    | Nagyváltósúly |                          | Alexander Webster (RSA) · GY      | Ulrich Kienast (EUA) · RSC    | José Torres (USA) · V        | kiesett                       |          |
| Ronald Redrup     | Középsúly     |                          | Dieter Wemhöner (EUA) · V         | kiesett                       | kiesett                      | kiesett                       | 9.       |

## Öttusa
| Versenyző                                 | Versenyszám | Lovaglás | Lovaglás | Lovaglás | Lovaglás | Vívás    | Vívás  | Vívás | Lövészet | Lövészet | Lövészet | Úszás  | Úszás  | Úszás | Futás   | Futás  | Futás | Összesen    | Összesen |
| Versenyző                                 | Versenyszám | Idő      | Bünt.    | Pont     | Hely.    | Eredmény | Pont   | Hely. | Pontszám | Pont     | Hely.    | Idő    | Pont   | Hely. | Idő     | Pont   | Hely. | Összes pont | Helyezés |
| ----------------------------------------- | ----------- | -------- | -------- | -------- | -------- | -------- | ------ | ----- | -------- | -------- | -------- | ------ | ------ | ----- | ------- | ------ | ----- | ----------- | -------- |
| Donald Cobley                             | Egyéni      | 12:02    | 380      | 315,0    | 25.      | 12–23    | 482,0  | 32.   | 173      | 560,0    | 31.      | 4:38,3 | 810,0  | 23.   | 13:35,5 | 1255,0 | 1.    | 3422,0      | 25.      |
| Thomas Hudson                             | Egyéni      | 15:04    | 220      | 20,0     | 31.      | 16–19    | 630,0  | 24.   | 167      | 440,0    | 34.      | 4:02,0 | 990,0  | 5.    | 14:00,2 | 1180,0 | 6.    | 3260,0      | 28.      |
| George Norman                             | Egyéni      | 17:16    | 0        | 0,0      | 33.      | 17–18    | 667,0  | 17.   | 162      | 340,0    | 35.      | 4:48,1 | 760,0  | 28.   | 15:06,7 | 982,0  | 20.   | 2749,0      | 34.      |
| Donald Cobley Thomas Hudson George Norman | Csapat      |          |          | 335,0    | 11.      |          | 1574,0 | 7.    |          | 1340,0   | 8.       |        | 2560,0 | 6.    |         | 3417,0 | 2.    | 9226,0      | 7.       |

## Sportlövészet
Férfi
| Versenyző           | Versenyszám                    | Döntő | Döntő    |
| Versenyző           | Versenyszám                    | Pont  | Helyezés |
| ------------------- | ------------------------------ | ----- | -------- |
| Fred Cooper         | Gyorstüzelő pisztoly           | 486   | 34.      |
| Fred Cooper         | Szabadpisztoly                 | 539   | 10.      |
| Henry Steele        | Szabadpisztoly                 | 503   | 28.      |
| Henry Steele        | Gyorstüzelő pisztoly           | 551   | 23.      |
| Frederick Hopkinson | Sportpuska, fekvő              | 590   | 38.      |
| Frederick Hopkinson | Sportpuska, összetett          | 1123  | 31.      |
| Steffen Cranmer     | Sportpuska, összetett          | 1140  | 23.      |
| Steffen Cranmer     | Sportpuska, fekvő              | 593   | 26.      |
| Steffen Cranmer     | Szabadpuska, összetett (300 m) | 999   | 18.      |
| Ernest Fear         | Trap                           | 162   | 21.      |
| Joseph Wheater      | Trap                           | 168   | 18.      |

## Súlyemelés
| Versenyző         | Versenyszám | Nyomás   | Nyomás   | Szakítás | Szakítás | Lökés    | Lökés    | Összesen | Helyezés |
| Versenyző         | Versenyszám | Eredmény | Helyezés | Eredmény | Helyezés | Eredmény | Helyezés | Összesen | Helyezés |
| ----------------- | ----------- | -------- | -------- | -------- | -------- | -------- | -------- | -------- | -------- |
| Julian Creus      | 60 kg       | 90,0     | =14.     | 95,0     | =7.      | 122,5    | =10.     | 307,5    | =11.     |
| Maurice Megennis  | 60 kg       | 92,5     | =9.      | 92,5     | =11.     | 122,5    | =10.     | 307,5    | =11.     |
| Ben Helfgott      | 67,5 kg     | 112,5    | 4.       | 100,0    | =11.     | 127,5    | =15.     | 340,0    | 13.      |
| Phil Caira        | 82,5 kg     | 127,5    | 5.       | 122,5    | =4.      | 155,0    | =5.      | 405,0    | 5.       |
| Sydney Harrington | 90 kg       | 115,0    | 14.      | 117,5    | =7.      | 152,5    | 7.       | 385,0    | =9.      |

## Torna
Férfi
| Versenyző    | Versenyszám      | Döntő    | Döntő    |
| Versenyző    | Versenyszám      | Pontszám | Helyezés |
| ------------ | ---------------- | -------- | -------- |
| Nik Stuart   | Talaj            | 18,40    | =23.     |
| Nik Stuart   | Ugrás            | 17,55    | 58.      |
| Nik Stuart   | Korlát           | 18,30    | =33.     |
| Nik Stuart   | Nyújtó           | 18,20    | 36.      |
| Nik Stuart   | Gyűrű            | 16,85    | =42.     |
| Nik Stuart   | Lólengés         | 18,55    | 21.      |
| Nik Stuart   | Egyéni összetett | 107,85   | 38.      |
| Frank Turner | Talaj            | 16,55    | 53.      |
| Frank Turner | Ugrás            | 17,60    | 57.      |
| Frank Turner | Korlát           | 17,65    | =48.     |
| Frank Turner | Nyújtó           | 17,75    | =48.     |
| Frank Turner | Gyűrű            | 17,25    | =38.     |
| Frank Turner | Lólengés         | 16,35    | 53.      |
| Frank Turner | Egyéni összetett | 103,15   | 50.      |

Női
| Versenyző | Versenyszám      | Döntő    | Döntő    |
| Versenyző | Versenyszám      | Pontszám | Helyezés |
| --------- | ---------------- | -------- | -------- |
| Pat Hirst | Talaj            | 15,766   | 63.      |
| Pat Hirst | Ugrás            | 17,900   | =40.     |
| Pat Hirst | Felemás korlát   | 16,266   | 58.      |
| Pat Hirst | Gerenda          | 15,900   | 60.      |
| Pat Hirst | Egyéni összetett | 65,833   | 60.      |

## Úszás
Férfi
| Versenyző                                                   | Versenyszám          | Előfutam | Előfutam | Előfutam | Elődöntő | Elődöntő | Elődöntő | Döntő   | Döntő    |
| Versenyző                                                   | Versenyszám          | Idő      | Hely.    | Össz.    | Idő      | Hely.    | Össz.    | Idő     | Helyezés |
| ----------------------------------------------------------- | -------------------- | -------- | -------- | -------- | -------- | -------- | -------- | ------- | -------- |
| Ronald Roberts                                              | 100 m gyors          | 58,3     | 3.       | 10.*     | 58,9     | 8.       | 15.      | kiesett | kiesett  |
| Kenneth Williams                                            | 100 m gyors          | 59,4     | 5.       | 19.      | kiesett  | kiesett  | kiesett  | kiesett | kiesett  |
| Neil McKechnie                                              | 400 m gyors          | 4:42,6   | 4.       | 15.      |          |          |          | kiesett | kiesett  |
| Jack Wardrop                                                | 400 m gyors          | 4:39,8   | 1.       | 11.      |          |          |          | kiesett | kiesett  |
| John Brockway                                               | 100 m hát            | 1:07,7   | 4.       | 19.      | kiesett  | kiesett  | kiesett  | kiesett | kiesett  |
| Haydn Rigby                                                 | 100 m hát            | 1:06,9   | 5.       | 14.*     | 1:07,6   | 8.       | 13.**    | kiesett | kiesett  |
| Graham Sykes                                                | 100 m hát            | 1:06,2   | 1.       | 8.*      | 1:06,5   | 4.       | 8.       | 1:05,6  | 6.       |
| Christopher Walkden                                         | 200 m mell           | 2:47,1   | 5.       | 11.      |          |          |          | kiesett | kiesett  |
| Graham Symonds                                              | 200 m pillangó       | 2:35,7   | 3.       | 12.      |          |          |          | kiesett | kiesett  |
| Kenneth Williams Ronald Roberts Neil McKechnie Jack Wardrop | 4 × 200 m gyorsváltó | 8:39,1   | 1.       | 3.       |          |          |          | 8:45,2  | 6.       |

Női
| Versenyző                                                | Versenyszám          | Előfutam | Előfutam | Előfutam | Elődöntő | Elődöntő | Elődöntő | Döntő   | Döntő    |
| Versenyző                                                | Versenyszám          | Idő      | Hely.    | Össz.    | Idő      | Hely.    | Össz.    | Idő     | Helyezés |
| -------------------------------------------------------- | -------------------- | -------- | -------- | -------- | -------- | -------- | -------- | ------- | -------- |
| Fearne Ewart                                             | 100 m gyors          | 1:08,8   | 5.       | 23.**    | kiesett  | kiesett  | kiesett  | kiesett | kiesett  |
| Frances Hogben                                           | 100 m gyors          | 1:08,5   | 5.       | 20.*     | kiesett  | kiesett  | kiesett  | kiesett | kiesett  |
| Margaret Girvan                                          | 400 m gyors          | 5:23,6   | 5.       | 16.      |          |          |          | kiesett | kiesett  |
| Margaret Edwards                                         | 100 m hát            | 1:13,0   | 1.       | 1.       |          |          |          | 1:13,1  |          |
| Judy Grinham                                             | 100 m hát            | 1:13,1   | 1.       | 2.       |          |          |          | 1:12,9  |          |
| Julie Hoyle                                              | 100 m hát            | 1:15,0   | 3.       | 8.       |          |          |          | 1:14,3  | 6.       |
| Christine Gosden                                         | 200 m mell           | 2:58,2   | 4.       | 7.*      |          |          |          | 2:59,2  | 8.       |
| Elenor Gordon                                            | 200 m mell           | 2:55,4   | 3.       | 3.       |          |          |          | 2:56,1  | 6.       |
| Anne Morton                                              | 100 m pillangó       | 1:17,7   | 6.       | 9.*      |          |          |          | kiesett | kiesett  |
| Frances Hogben Judy Grinham Margaret Girvan Fearne Ewart | 4 × 100 m gyorsváltó | 4:34,6   | 4.       | 8.       |          |          |          | 4:35,8  | 8.       |

* - egy másik versenyzővel azonos időt ért el

** - két másik versenyzővel azonos időt ért el

## Vitorlázás
Nyílt
| Versenyző                                                          | Versenyszám | Futam | Futam | Futam | Futam | Futam | Futam | Futam | Pontszám | Helyezés |
| Versenyző                                                          | Versenyszám | 1     | 2     | 3     | 4     | 5     | 6     | 7     | Pontszám | Helyezés |
| ------------------------------------------------------------------ | ----------- | ----- | ----- | ----- | ----- | ----- | ----- | ----- | -------- | -------- |
| Richard Creagh-Osborne                                             | Finn dingi  | 499   | 624   | 557   | 499   | (0)   | 448   | 226   | 2853     | 11.      |
| Bruce Banks Stanley Potter                                         | Csillaghajó | 402   | 578   | 335   | (277) | 335   | 402   | 335   | 2387     | 7.       |
| Jasper Blackall Terence Smith                                      | Sharpie     | 738   | (370) | 738   | 914   | 516   | 738   | 1215  | 4859     |          |
| David Bowker John Dillon Neil Kennedy-Cochran-Patrick Robert Perry | 5,5 méteres | 624   | 800   | (256) | 1101  | 499   | 402   | 624   | 4050     |          |
| Ronald Backus Jonathan Janson Graham Mann                          | Sárkányhajó | 703   | (226) | 402   | 1305  | 527   | 606   | 1004  | 4547     |          |

## Vívás
Férfi
| Versenyző                                                            | Versenyszám       | Csoportkör | Csoportkör | Csoportkör | Csoportkör       | Csoportkör | Csoportkör       | Csoportkör | Csoportkör | Helyezés    |
| Versenyző                                                            | Versenyszám       | 1. kör | 1. kör     | Negyeddöntő | Negyeddöntő      | Elődöntő | Elődöntő         | Döntő | Döntő      | Helyezés    |
| Versenyző                                                            | Versenyszám       | Ellenfél Eredmény | Hely.      | Ellenfél Eredmény | Hely.            | Ellenfél Eredmény | Hely.            | Ellenfél Eredmény | Hely.      | Helyezés    |
| -------------------------------------------------------------------- | ----------------- | --- | ---------- | --- | ---------------- | --- | ---------------- | --- | ---------- | ----------- |
| Raymond Paul                                                         | Tőr, egyéni       | |            | 3. csoport · Brian McCowage (AUS) · 5-0 · Giancarlo Bergamini (ITA) · 5-3 · Santiago Massini (ARG) · 5-2 · Byron Krieger (USA) · 5-2 · Claude Netter (FRA) · 4-5 · Ghislain Delaunois (BEL) · 3-5 · Somodi Lajos (HUN) · 4-5 · Rájátszás: · Giancarlo Bergamini (ITA) · 5-4 · Ghislain Delaunois (BEL) · 4-5                                                         | 3. Rájátszás: 1. | 1. csoport · Claude Netter (FRA) · 5-2 · André Verhalle (BEL) · 5-1 · Jurij Rudov (URS) · 5-2 · Albert Axelrod (USA) · 5-3 · Michael Sichel (AUS) · 5-1 · Antonio Spallino (ITA) · 2-5 · Mark Midler (URS) · 4-5                                                                                             | 3.               | Döntő csoport · Christian d’Oriola (FRA) · 2-5 · Giancarlo Bergamini (ITA) · 3-5 · Antonio Spallino (ITA) · 2-5 · Allan Jay (GBR) · 4-5 · Gyuricza József (HUN) · 0-5 · Claude Netter (FRA) · 0-5 · Mark Midler (URS) · 4-5    | 8.         | 8.          |
| René Paul                                                            | Tőr, egyéni       | |            | 4. csoport · Christian d’Oriola (FRA) · 5-1 · Fülöp Mihály (HUN) · 5-2 · David McKenzie (AUS) · 5-1 · Roland Asselin (CAN) · 5-3 · Emilio Echeverry (COL) · 5-1 · Mark Midler (URS) · 1-5 · André Verhalle (BEL) · 1-5 | 3.               | 2. csoport · Günter Stratmann (EUA) · 5-4 · Christian d’Oriola (FRA) · 2-5 · Giancarlo Bergamini (ITA) · 3-5 · Gyuricza József (HUN) · 3-5 · Allan Jay (GBR) · 2-5 · Brian McCowage (AUS) · 4-5 · Jurij Oszipov (URS) · nem vívtak                                                                           | 8.               | kiesett | kiesett    | helyezetlen |
| Allan Jay                                                            | Tőr, egyéni       | |            | 1. csoport · Jurij Rudov (URS) · 5-2 · Harold Goldsmith (USA) · 5-1 · Benito Ramos (MEX) · 5-2 · Pablo Uribe (COL) · 5-0 · Gyuricza József (HUN) · 4-5 · Antonio Spallino (ITA) · 3-5 · Masayuki Sano (JPN) · nem vívtak | 4.               | 2. csoport · Gyuricza József (HUN) · 5-4 · Brian McCowage (AUS) · 5-2 · Jurij Oszipov (URS) · 5-1 · René Paul (GBR) · 5-2 · Christian d’Oriola (FRA) · 4-5 · Giancarlo Bergamini (ITA) · 3-5 · Günter Stratmann (EUA) · 4-5 · Rájátszás: · Günter Stratmann (EUA) · 5-4 · Gyuricza József (HUN) · nem vívtak | 4. Rájátszás: 2. | Döntő csoport · Giancarlo Bergamini (ITA) · 5-4 · Claude Netter (FRA) · 5-2 · Mark Midler (URS) · 5-1 · Raymond Paul (GBR) · 5-4 · Christian d’Oriola (FRA) · 2-5 · Antonio Spallino (ITA) · 4-5 · Gyuricza József (HUN) · 3-5 | 4.         | 4.          |
| Allan Jay                                                            | Párbajtőr, egyéni | erőnyerő | erőnyerő   | 3. csoport · Richard Stone (AUS) · 5-2 · Armand Mouyal (FRA) · 3-5 · Ghislain Delaunois (BEL) · 4-5 · Giuseppe Delfino (ITA) · 1-5 · Édouard Schmit (LUX) · 4-5 · Günter Stratmann (EUA) · 3-5 | 6.               | kiesett | kiesett          | kiesett | kiesett    | helyezetlen |
| Michael Howard                                                       | Párbajtőr, egyéni | erőnyerő | erőnyerő   | 4. csoport · Daniel Dagallier (FRA) · 5-3 · Berndt-Otto Rehbinder (SWE) · 1-5 · Sákovics József (HUN) · 4-5 · Sewall Shurtz (USA) · 4-5 · Rolf Wiik (FIN) · 2-5 · Ivan Lund (AUS) · 3-5 | 7.               | kiesett | kiesett          | kiesett | kiesett    | helyezetlen |
| Bill Hoskyns                                                         | Párbajtőr, egyéni | erőnyerő | erőnyerő   | 1. csoport · Richard Pew (USA) · 5-0 · Rerrich Béla (HUN) · 5-2 · Edoardo Mangiarotti (ITA) · 4-5 · Carl Forssell (SWE) · 2-5 · Émile Gretsch (LUX) · 3-5 · Jacques Debeur (BEL) · 3-5 | 6.               | kiesett | kiesett          | kiesett | kiesett    | helyezetlen |
| Bill Hoskyns                                                         | Kard, egyéni      | 3. csoport · Gastone Darè (ITA) · nincs adat · Leslie Fadgyas (AUS) · nincs adat · Marcel Van Der Auwera (BEL) · nincs adat · Roland Asselin (CAN) · nincs adat · José del Carmen (COL) · nincs adat · Összesítés: 3GY-2V (18-17)                                   | 2.         | 3. csoport · Kárpáti Rudolf (HUN) · nincs adat · Jacques Roulot (FRA) · nincs adat · Wojciech Zabłocki (POL) · nincs adat · Günter Stratmann (EUA) · nincs adat · Tibor Nyilas (USA) · nincs adat · Graham McKenzie (AUS) · nincs adat · Összesítés: 2GY-4V (19-25)                                                                                                  | 6.               | kiesett | kiesett          | kiesett | kiesett    | helyezetlen |
| Ralph Cooperman                                                      | Kard, egyéni      | 4. csoport · Tibor Nyilas (USA) · nincs adat · Günter Stratmann (EUA) · nincs adat · Emilio Echeverry (COL) · nincs adat · Roger Theisen (LUX) · nincs adat · Siha Sukarno (INA) · nincs adat · Összesítés: 2GY-3V (21-19) · Rájátszás: · Roger Theisen (LUX) · 5-1 | 4.         | 4. csoport · Jerzy Pawłowski (POL) · nincs adat · Gastone Darè (ITA) · nincs adat · George Worth (USA) · nincs adat · Lev Kuznyecov (URS) · nincs adat · Claude Gamot (FRA) · nincs adat · Leslie Fadgyas (AUS) · nincs adat · Összesítés: 3GY-3V (26-24) · Rájátszás: · George Worth (USA) · 1-5 · Lev Kuznyecov (URS) · nem vívtak                                 | 5. Rájátszás: 3. | kiesett | kiesett          | kiesett | kiesett    | helyezetlen |
| Olgierd Porebski                                                     | Kard, egyéni      | 2. csoport · Roberto Ferrari (ITA) · nincs adat · Allan Kwartler (USA) · nincs adat · Graham McKenzie (AUS) · nincs adat · Alfredo Yanguas (COL) · nincs adat · Összesítés: 3GY-0V (15-6)                                                                           | 2.         | 2. csoport · Gerevich Aladár (HUN) · nincs adat · Luigi Narduzzi (ITA) · nincs adat · Jevhen Cserepovszkij (URS) · nincs adat · Marcel Van Der Auwera (BEL) · nincs adat · Marian Kuszewski (POL) · nincs adat · Emilio Echeverry (COL) · nincs adat · Összesítés: 0GY-6V (6-30) · Rájátszás: · Marcel Van Der Auwera (BEL) · 5-2 · Jevhen Cserepovszkij (URS) · 0-5 | 5. Rájátszás: 3. | kiesett | kiesett          | kiesett | kiesett    | helyezetlen |
| Ralph Cooperman Bill Hoskyns Allan Jay Raymond Paul René Paul        | Tőr, csapat       | 2. csoport · Kolumbia (COL) · 15-1 · Olaszország (ITA) · nem vívtak | 1.         | |                  | 1. csoport · Olaszország (ITA) · 8 (56)-8 (56) · Egyesült Államok (USA) · 7-9 | 3.               | kiesett | kiesett    | =5.         |
| Bill Hoskyns Michael Howard Allan Jay Raymond Paul René Paul         | Párbajtőr, csapat | 1. csoport · Egyesült Államok (USA) · 9-7 · Ausztrália (AUS) · 9-3 · Olaszország (ITA) · nem vívtak | 2.         | |                  | 2. csoport · Szovjetunió (URS) · 10-6 · Franciaország (FRA) · nem vívtak | 1.               | Döntő csoport · Olaszország (ITA) · 6-10 · Magyarország (HUN) · 6-10 · Franciaország (FRA) · 3-9 | 4.         | 4.          |
| Ralph Cooperman Bill Hoskyns Allan Jay Raymond Paul Olgierd Porebski | Kard, csapat      | 2. csoport · Lengyelország (POL) · 4-12 · Olaszország (ITA) · 8 (66)-8 (62) | 3.         | |                  | kiesett | kiesett          | kiesett | kiesett    | =7.         |

Női
| Versenyző      | Versenyszám | Csoportkör | Csoportkör | Csoportkör | Csoportkör | Csoportkör | Csoportkör | Helyezés    |
| Versenyző      | Versenyszám | 1. kör | 1. kör     | Elődöntő | Elődöntő   | Döntő | Döntő      | Helyezés    |
| Versenyző      | Versenyszám | Ellenfél Eredmény | Hely.      | Ellenfél Eredmény | Hely.      | Ellenfél Eredmény | Hely.      | Helyezés    |
| -------------- | ----------- | --- | ---------- | --- | ---------- | --- | ---------- | ----------- |
| Mary Glen-Haig | Tőr, egyéni | 1. csoport · Velleda Cesari (ITA) · 4-3 · Denise O'Brien (AUS) · 4-2 · Maxine Mitchell (USA) · 3-4 · Emma Yefimova (URS) · 1-4 · Dömölky Lídia (HUN) · 0-4 · Catherine Delbarre (FRA) · 0-4                      | 6.         | kiesett | kiesett    | kiesett | kiesett    | helyezetlen |
| Gillian Sheen  | Tőr, egyéni | 3. csoport · Renée Garilhe (FRA) · 4-2 · Karen Lachmann (DEN) · 4-1 · Valentyina Rasztvorova (URS) · 4-3 · Judy Goodrich (USA) · 4-0 · Nyári Magda (HUN) · 4-0 · Joy Hardon (AUS) · 4-0 · Orbán Olga (ROU) · 3-4 | 1.         | 2. csoport · Janice-Lee York-Romary (USA) · 4-0 · Pilar Roldán (MEX) · 4-1 · Catherine Delbarre (FRA) · 1-4 · Orbán Olga (ROU) · 2-4 · Dömölky Lídia (HUN) · 2-4 · Rájátszás: · Dömölky Lídia (HUN) · 4-2 | 4.         | Döntő csoport · Renée Garilhe (FRA) · 4-3 · Janice-Lee York-Romary (USA) · 4-2 · Catherine Delbarre (FRA) · 4-3 · Karen Lachmann (DEN) · 4-3 · Ellen Müller-Preis (AUT) · 4-3 · Bruna Colombetti (ITA) · 4-2 · Orbán Olga (ROU) · 2-4 · Rájátszás: Az aranyéremért · Orbán Olga (ROU) · 4-2 | 1.         |             |

## Vízilabda
| Brit férfi vízilabdacsapat-játékoskeret                                     | Brit férfi vízilabdacsapat-játékoskeret                      |
| --------------------------------------------------------------------------- | ------------------------------------------------------------ |
| - Jack Ferguson - Arthur Grady - John Jones - Robert Knights - Terry Miller | - Peter Pass - Clifford Spooner - Ron Turner - Gerry Worsell |

### Eredmények
Csoportkör
B csoport
| Csapat                 | M | Gy | D | V | G+ | G– | Gk | P |
| ---------------------- | - | -- | - | - | -- | -- | -- | - |
| Magyarország (HUN)     | 2 | 2  | 0 | 0 | 12 | 3  | +9 | 4 |
| Egyesült Államok (USA) | 2 | 1  | 0 | 1 | 7  | 9  | –2 | 2 |
| Nagy-Britannia (GBR)   | 2 | 0  | 0 | 2 | 4  | 11 | –7 | 0 |

| 1956. november 28. 20:30 | Egyesült Államok (USA) | 5 – 3 | Nagy-Britannia (GBR) |  |
| 1956. november 28. 20:30 | (3 – 3)                |       |                      |  |
| 1956. november 28. 20:30 |                        |       |                      |  |

| 1956. november 29. 15:45 | Magyarország (HUN) | 6 – 1 | Nagy-Britannia (GBR) |  |
| 1956. november 29. 15:45 | (4 – 0)            |       |                      |  |
| 1956. november 29. 15:45 |                    |       |                      |  |

A 7–10. helyért
| 1956. december 5. | Nagy-Britannia (GBR) | 11 – 5 | Szingapúr (SIN) |  |
| 1956. december 5. | (4 – 3)              |        |                 |  |
| 1956. december 5. |                      |        |                 |  |

| 1956. december 6. | Nagy-Britannia (GBR) | 5 – 2 | Románia (ROU) |  |
| 1956. december 6. |                      |       |               |  |
| 1956. december 6. |                      |       |               |  |

| 1956. december 7. | Nagy-Britannia (GBR) | 5 – 2 | Ausztrália (AUS) |  |
| 1956. december 7. |                      |       |                  |  |
| 1956. december 7. |                      |       |                  |  |

| Csapat               | M | Gy | D | V | G+ | G– | Gk  | P |
| -------------------- | - | -- | - | - | -- | -- | --- | - |
| Nagy-Britannia (GBR) | 3 | 3  | 0 | 0 | 21 | 9  | +12 | 6 |
| Románia (ROU)        | 3 | 2  | 0 | 1 | 21 | 8  | +13 | 4 |
| Ausztrália (AUS)     | 3 | 1  | 0 | 2 | 7  | 11 | –4  | 2 |
| Szingapúr (SIN)      | 3 | 0  | 0 | 3 | 8  | 29 | –21 | 0 |

| Csapat               | Helyezés |
| -------------------- | -------- |
| Nagy-Britannia (GBR) | 7.       |